# Оналаска (Висконсин)
Оналаска (енгл. Onalaska) град је у америчкој савезној држави Висконсин.

## Демографија
По попису из 2010. године број становника је 17.736, што је 2.897 (19,5%) становника више него 2000. године.
| Група             | 2000.          | 2010.          |
| Белци             | 14.040 (94,6%) | 15.921 (89,8%) |
| Афроамериканци    | 93 (0,6%)      | 200 (1,1%)     |
| Азијати           | 416 (2,8%)     | 1.007 (5,7%)   |
| Хиспаноамериканци | 141 (1,0%)     | 276 (1,6%)     |
| Укупно            | 14.839         | 17.736         |